# Butigeidis
Butigeidis (belorusko Будзікід, Budzikid) je bil od leta 1282 do 1291 veliki litovski knez, * ni znano, † 1291.
Bil je prvi in nesporni član dinastije Gediminovičev.
Vladati je začel, ko sta Livonski red in Tevtonski viteški red dokončala osvajanje baltskih plemen. Leta 1289 je z vojsko okoli 8.000 mož napadel   Sambijski polotok. Isto leto so tevtonski vitezi zgradili grad v Tilzitu in njihovi napadi na Litvo so se okrepili. Litovci so bili prisiljeni zapustiti grad Kolainių na drugem bregu reke Nemen. Butigeidis je potem tudi sam zgradil močne gradove ob reki Nemen. Sistem gradov se je po njegovi smrti še dodatno razvil in pomagal odbijati napade vse do druge polovice 14. stoletja. Butigeidis je v zameno za mir prepustil Vaŭkavisk Gališko-Volinski kneževini.
Umrl je leta 1290 ali 1292. Nasledil ga je brat Butvidas, znan tudi kot  Pukuveras.

## Vir
- Lietuvos valdovai (XIII-XVIII a.): enciklopedinis žinynas (litovsko). Vytautas Spečiūnas (ur.). Vilnius: Mokslo ir enciklopedijų leidybos institutas. 2004. str. 29. ISBN 5-420-01535-8.

| Butigeidis GediminovičiRojen: ni znano Umrl: 1291 |                                |                     |
| Vladarski nazivi                                  |                                |                     |
| Predhodnik: Daumantas                             | Veliki litovski knez 1285–1291 | Naslednik: Butvidas |